# Ли, Чина
Чи́на Ли (англ. China Lee; род. 2 сентября 1942, Новый Орлеан, Луизиана) — американская модель и актриса. Девушка месяца журнала Playboy за август 1964 года: первая азиатка в этом качестве.

## Биография
Маргарет Ли (настоящее имя модели) родилась 2 сентября 1942 года в Новом Орлеане (Луизиана, США). Её родители — китайцы, иммигрировавшие в США из Китая сразу после свадьбы. Семья владела прачечной. У Маргарет было четыре сестры и три брата, в том числе Гарри Ли (1932—2007), служивший шерифом прихода Джефферсон (Луизиана) на протяжении 28 с половиной лет.
Девочка с детства хорошо танцевала, и восхищённые её талантом соседи-испанцы прозвали Маргарет Чинита (с исп. — «Китаяночка»). Повзрослев, Маргарет начала трудиться парикмахером и официанткой, затем стала сотрудничать с журналом Playboy. В августе 1964 года вышел номер этого издания, где девушкой месяца впервые стала азиатка — Маргарет Ли (взявшая псевдоним Чина Ли). В том же 1964 году Ли впервые появилась на киноэкране, в фильме «Нарушитель спокойствия» в роли проститутки. Затем на протяжении пяти лет Ли снялась ещё в восьми кинофильмах (в пяти случаях без указания в титрах) и одном эпизоде одного телесериала, и на этом её кино-карьера была окончена.
В 1967 (или 1970?) году Ли вышла замуж за известного стендап-комика, сатирика и актёра Морта Сала, который был старше её на 15 лет. Их брак продолжался довольно долго, но в 1991 году последовал развод. У пары был сын, который погиб в 1996 году в возрасте 19 лет.

## Фильмография
- 1964 — Нарушитель спокойствия[англ.] / The Troublemaker — проститутка
- 1965 — Доктор Голдфут и бикини-машины / Dr. Goldfoot and the Bikini Machine — робот, бикини-машина
- 1966 — Харпер / Harper — танцовщица (в титрах не указана)
- 1966 — Рай в гавайском стиле / Paradise, Hawaiian Style — девушка (в титрах не указана)
- 1966 — Что случилось, тигровая лилия? / What's Up, Tiger Lily? — стриптизёрша в финальных титрах (в титрах не указана)[4]
- 1966 — Свингер[англ.] / The Swinger — модель (в титрах не указана)
- 1967 — Девушка от Д.Я.Д.И.[англ.] / The Girl from U.N.C.L.E. — Вивьен (в эпизоде The Double-O-Nothing Affair)
- 1967 — Хорошие времена[англ.] / Good Times — девушка Мордикаса
- 1967 — Не гони волну / Don't Make Waves — официантка (в титрах не указана)
- 1969 — Холодным взором / Medium Cool — покровительница роллер-дерби